# خلخال

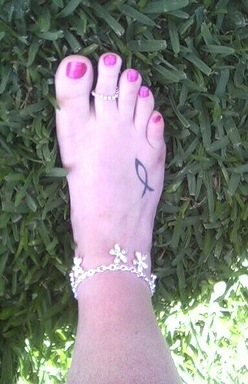
خلخال

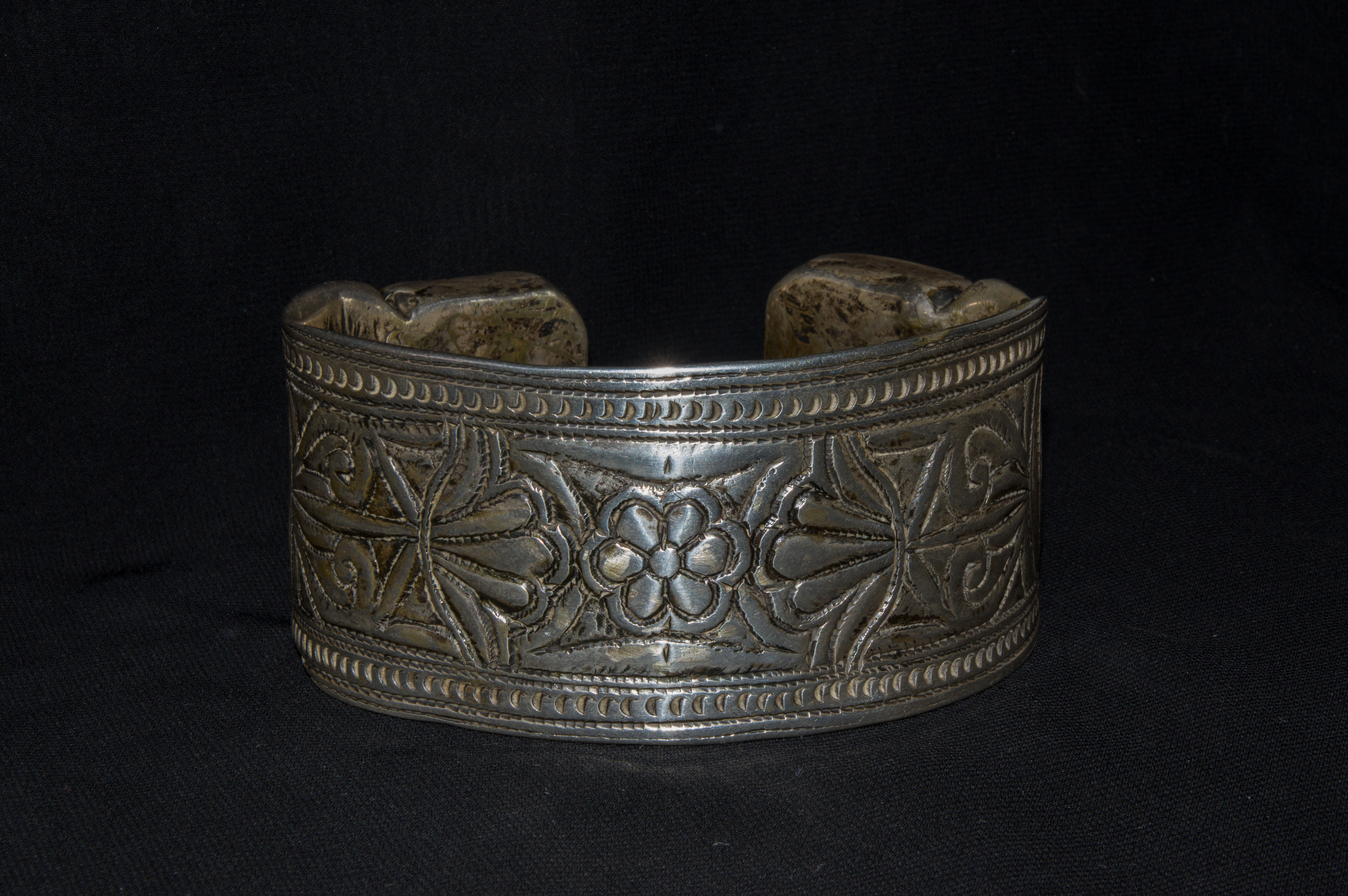
خلخال تونسي من فضة

الخَلْخَال  أو الحَجْل من أدوات الزينة والحلي عند المصريين القدماء وهو شبيه بالأساور التي تلبس باليد إلا أنه يلبس بالقدم.
صنع الخلخال في مصر على مر عصورها من المعادن النفيسة كالذهب والفضة أو سبيكة منهما كما صنع من النحاس والبرونز وصنع أيضا من الحديد والزجاج. ظلت الأجيال تتوارثه في القرى القديمة ويتنقل من قدم جيل لجيل أو تدفن به المتوفاة. اقتصر لبس الخلخال في آخر الأمر على النساء للزينة ووصل به الأمر بأن كان يقدمه العريس شبكة لعروسه وفي التراث الشعبي المصري من كان يولد لها أبناء ويموتون كانت هناك عادة مصرية غريبة بأن تقوم الأم بشحاتة قطع نقود وتصنع منها خلخال ويوضع في قدم الصغير والخلاخيل كانت لها رنة تجذب انتباه الذكور للإناث وأغنية رنة خلخالي من الأغاني الشعبية وحملت بعض العائلات والأفراد لقب خلخال وأبوخلخال ويعج المتحف المصري بالخلاخيل والأساور رائعة التصميم والتي نقش عليها التمائم والألقاب الملكية.
من التمائم المصرية القديمة الشبيهة بالخلخال ما يعرف بالمشاهرة وهي عبارة عن عقد غريب يضم حبات متنوعة ومختلفة من الأحجار وتمائم وقواقع ويعتقد الجهال في أنه واقي من انقطاع لبن المرضع ويسبب الحمل للعقيم ويستخدمونه لعلاج الحيونات أيضا فتجده معلقا في رقاب الجاموس والأبقار بعد الولادة في القرى المصرية القديمة.
هناك العديد من التمائم مثل "طاسة الخضة" و"الخرزة الزرقاء" و"الخمسة وخميسة" و"الشبه" و"الفاسوخة".